# Junkers W 34
Junkers W 34 là một loại máy bay vận tải và chở khách chế tạo tại Đức. Được phát triển vào thập niên 1920, nó được đưa vào sử dụng năm 1926. Phiên bản chở khách có thể chở 5 hành khách ngoài 1 phi công. Máy bay được phát triển từ Junkers W 33. Những phát triển xa hơn đã dẫn tới loại Junkers Ju 46.

## Các hãng sản xuất
W 34 hiJunkers (105 aircraft built), Henschel (430), ATG (94), Dornier Wismar (58), HFB (69) và Weser (221).
W 34 hauHenschel (329), Arado Brandenburg (205), ATG (105), Dornier Wismar (93), HFB (192) và MIAG Braunschweig (73).

## Biến thể
W 34 a
W 34 be
W 34 be/b3e
W 34 ci
W 34 di
W 34 f
W 34 f
W 34 fa
W 34 fä
W 34 fo
W 34 fy
W 34 fao
W 34 fei
W 34 fg
W 34 fue
W 34 fi
W 34 gi
W 34 hi
W 34 hau
K 43

## Quốc gia sử dụng
Argentina
- Không quân Argentina
- Hải quân Argentina
  - Không quân Hải quân Argentina

 Úc
- Không quân Hoàng gia Australia

 Bolivia
- Không quân Bolivia

 Brasil

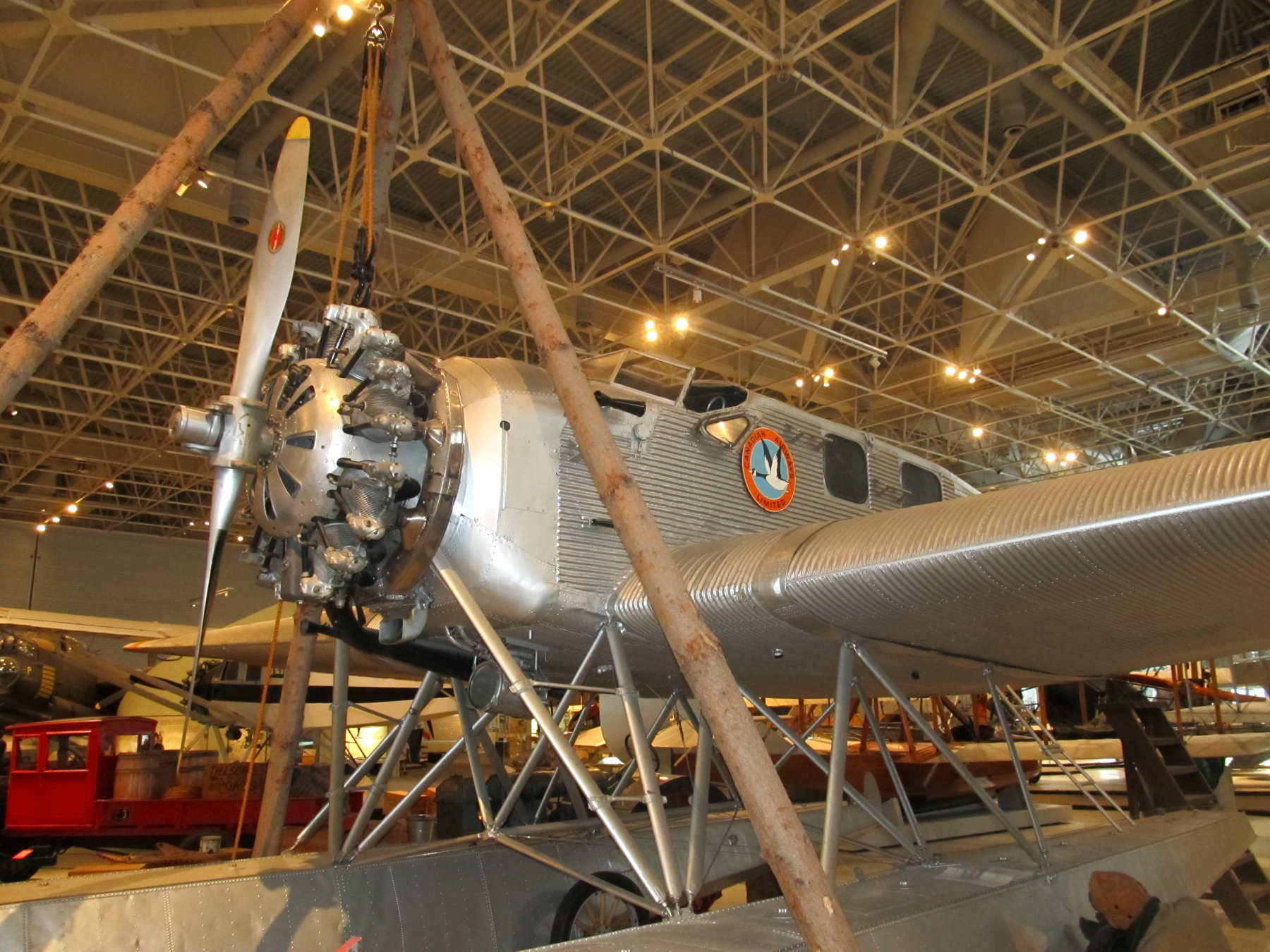
Junkers W 34 f/fi tại Bảo tàng Không gian và Hàng không Canada

- Syndicato Condor - Serviços Aéreos Condor

 Bulgaria
- Không quân Bulgary

 Canada
- Không quân Hoàng gia Canada
- Canadian Airways

 Chile
- Không quân Chile

 Đài Loan
- Không quân Cộng hòa Trung Hoa

 Colombia
- Không quân Colombia
- SCADTA (Avianca)

 Independent State of Croatia
- Zrakoplovstvo Nezavisne Države Hrvatske

 Tiệp Khắc
- Không quân Tiệp Khắc

 Phần Lan
- Không quân Phần Lan
- Biên phòng Phần Lan

 Germany
- Luftwaffe

 Na Uy
- Không quân Hoàng gia Na Uy

 Papua New Guinea
 Bồ Đào Nha
- Không quân Lục quân Bồ Đào Nha (Aeronáutica Militar)
- Forças Aéreas da Armada

 Slovakia
- Không quân Slovak (1939-1945)

 Nhà nước Tây Ban Nha
- Không quân Tây Ban Nha

 Thụy Điển
- Không quân Thụy Điển

 South Africa
- South African Airways
- Không quân Nam Phi

 Venezuela
- Không quân Venezuela

## Tính năng kỹ chiến thuật (W 34hi)
Đặc điểm tổng quát
- Kíp lái: 2 phi công + 6 hành khách
- Chiều dài: 10,27 m (33 ft 8¼ in)
- Sải cánh: 17,75 m (58 ft 2¾ in)
- Chiều cao: 3,53 m (11 ft 7 in)
- Diện tích cánh: 43 m² (462,8 ft²)
- Trọng lượng rỗng: 1.700 kg (3.748 lb)
- Trọng lượng có tải: 3.200 kg (7.056 lb)
- Động cơ: 1 × BMW 132, 660 hp (492 kW)

 Hiệu suất bay 
- Vận tốc cực đại: 265 km/h (143 knot, 165 mph)
- Vận tốc hành trình: 233 km/h (126 knot, 145 mph)
- Tầm bay: 900 km (487 hải lý, 560 mi)
- Trần bay: 6.300 m (20.670 ft)

Trang bị vũ khí

6 quả bom 50 kg (tổng cộng 300 kg)